# Стационе ди Кампоређано (Перуђа)
Стационе ди Кампоређано је насеље у Италији у округу Перуђа, региону Умбрија.
Према процени из 2011. у насељу је живело 68 становника. Насеље се налази на надморској висини од 309 м.